# Манфроче, Никола
Никола Антонио Манфроче (итал. Nicola Antonio Manfroce; 21 февраля 1791 года, Палми, Неаполитанское королевство — 9 июля 1813 года, Неаполь, Неаполитанское королевство) — итальянский композитор. В Палми находится музей композиторов Франческо Чилеа и Николы Антонио Манфроче, уроженцев этого города.

## Биография
Никола Антонио Манфроче родился в Пальми 20 февраля 1791 года. Он был сыном капельмейстера из Чинкуэфронди Доменико Манфроче и Кармелы, урождённой Репилло. В 1804 году поступил в консерваторию Пьета-деи-Туркини в Неаполе, где учился гармонии у Джованни Фурно и контрапункту у Джакомо Тритто. Продолжил учёбу в Риме с Николо Цингарелли, в то время служившим капельмейстером в Сикстинской капелле.
В семнадцать лет дебютировал как композитор с кантатой «Рождение Алкида» по драме Габриэле Россетти. Премьера сочинения состоялась 15 августа 1809 года в день рождения Наполеона Бонапарта в театре Сан-Карло в присутствии Иоахима Мюрата и Каролины Бонапарт, новых короля и королевы Неаполитанского королевства.
В следующем году в театре Валле в Риме с успехом прошла премьера его оперы «Альдзира», в которой участвовали теноры Андреа Нодзари и Мануэль Гарсия, сопрано Мариетта Маркезини и контральто Аделаида Маланотте. В Риме композитор также написал кантату «Армида» на либретто Якопо Ферретти по «Готтфриду» Торквато Тассо, которая позднее была утрачена.
В сентябре 1811 года в Неаполе он услышал оперу «Весталка» Гаспаре Спонтини, которая произвела на него сильное впечатление. По заказу импресарио Доменико Барбая уже больной композитор, всё ещё находясь под впечатлением, приступил к написанию новой оперы. Премьера трёхактной оперы «Гекуба» состоялась 13 декабря 1812 года в театре Сан-Карло и имела большой успех у критики и публики. В премьерной постановке участвовали всё те же Андреа Нодзари, Мануэль Гарсия и Мариетта Маркезини.
Никола Антонио Манфроче преждевременно скончался в Неаполе 9 июля 1813 года. По мнению музыкального критика Франческо Флоримо, его творчество стало важным переходным звеном к музыке Джоаккино Россини.

## Творческое наследие
Творческое наследие композитора включает 3 оперы (1 не законченная) и несколько сочинений камерной музыки.

## Видеозаписи
- Nicola Antonio Manfroce .Sinfonia di «Ecuba» — Никола Манфроче. Симфония из музыкальной драмы «Гекуба». (итал.)
- Nicola Antonio Manfroce. Sinfonia di «Alzira» — Никола Манфроче. Симфония из музыкальной драмы «Альсира». (итал.)